# Pyrrhura calliptera
O Tiriba-de-peito-marron (Pyrrhura calliptera) é uma espécie de ave da família Psittacidae.
É endémica da Colômbia.
Os seus habitats naturais são: regiões subtropicais ou tropicais húmidas de alta altitude, campos de altitude subtropicais ou tropicais e terras aráveis.
Está ameaçada por perda de habitat.